# Vogelpark Avifauna
Koordinaten: 52° 8′ 23″ N, 4° 38′ 57″ O
Der Vogelpark Avifauna ist ein großer Vogelpark in Alphen aan den Rijn in den Niederlanden.
Der Name Avifauna leitet sich von dem Bestand des Parks ab, der hauptsächlich aus Vögeln besteht. Der Vogelpark Avifauna ist im Jahr 1949 gegründet worden und einer der meistbesuchten Vogelparks der Welt.
Im Park befindet sich ein großer Teich, ein Restaurant sowie ein Kinderspielplatz mit einer großen Rutsche.

## Geschichte des Parks
Im August 1949 überredete der damalige Bürgermeister von Alphen aan den Rijn, Herrn Van den Brink, den Besitzer des Landguts Ten Rhijn, den hinter seinem Haus befindlichen Garten doch einmal für interessierte Dorfbewohner zu öffnen. Die Leute waren so begeistert von dieser privaten Sammlung verschiedener Vögel, dass Van den Brink beschloss, dort einen Vogelpark zu eröffnen. Am 17. Mai 1950 war es dann soweit und der Park öffnete dem Publikum seine Pforten.
Auf den Werbeplakaten anlässlich der Eröffnung war ein Tukan abgebildet. Da dieser von der Öffentlichkeit sehr gut angenommen wurde, beschloss man, diesen zum Wappentier des Vogelparks zu machen. Auch die Familie Van der Valk, die den Park 1956 übernahm, behielt den Tukan als Wappentier bei und übernahm ihn sogar für ihre Hotels und Restaurants. Das heutige Restaurant befindet sich im ehemaligen Wohnhaus der Familie Van den Brink. Seit 2012 wird der Park von einer Stiftung betrieben, Familie Van der Valk betreibt weiterhin das Restaurant und ein Hotel.

## Tierbestand

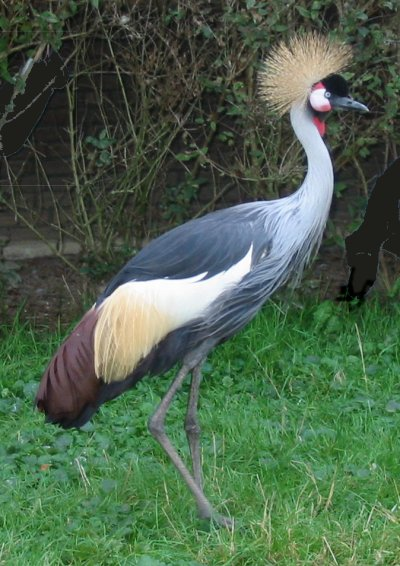
Ein Südafrika-Kronenkranich

Einige der heute im Vogelpark ansässigen Vögel sind Nachkommen des Erstbesatzes bzw. stammen von diesen ab. Die Pelikane gehören dazu.
Seit 2002 wird ein Teil der brasilianischen Vogelfauna nachgebildet und einige der im Pantanal ansässigen Vogelarten erfolgreich gehalten.
Kürzlich wurde ein neues Areal eröffnet, auf dem u. a. die größte Gruppe des Kubanischen Flamingo in Europa zu sehen ist.
Der Park gilt bezüglich der Haltung und Zucht von Nashornvögeln über die Grenzen der Niederlande hinaus als fachliche Autorität.

## Projekte
Der Vogelpark Avifauna ist Mitglied der NVD sowie der EAZA und unterstützt verschiedene Naturschutzprojekte auf den Philippinen.